# وانغ هي-كيونغ
وانغ هي-كيونغ (هانغل: 왕희경) هي نبالة كورية جنوبية، ولدت في 16 يوليو 1970.

## وصلات خارجية
- وانغ هي-كيونغ على موقع أوليمبيديا (الإنجليزية)